# Rainer Nachtigall
Rainer Lutz „Amsel“ Nachtigall (* 27. April 1941 in Hoyerswerda) ist ein ehemaliger deutscher Fußballspieler. In der höchsten Spielklasse des DDR-Fußballs, der Oberliga, spielte er für Vorwärts Berlin. Für die DDR-Nationalelf absolvierte der Angreifer 11 Einsätze.

## Sportliche Laufbahn
Nachtigall wuchs im Lausitzer Braunkohlenrevier auf und spielte schon mit sieben Jahren Fußball in der Schülermannschaft einer Sportgemeinschaft in Neustadt/Spree. Von 1951 bis 1955 gehörte er der Jugendmannschaft der BSG Aktivist in Lohsa an und spielte anschließend bei der BSG Aufbau Hoyerswerda. Dort erwies er sich als talentierter Stürmer und wurde im August 1958 erstmals in der DDR-Juniorennationalmannschaft eingesetzt. Dort eroberte er sich in den folgenden Spielen einen Stammplatz und empfahl sich damit für einen Wechsel in höhere Spielklassen, da die Männermannschaft der BSG Aufbau lediglich in der fünftklassigen Bezirksklasse Cottbus spielte. Der Wechsel wurde 1959 zum aktuellen DDR-Fußballmeister ASK Vorwärts Berlin vollzogen. Noch am letzten Spieltag der Oberligasaison 1959 am 29. November wurde Nachtigall erstmals in der Oberligamannschaft des ASK eingesetzt. Er wurde im Auswärtsspiel gegen den SC Turbine Erfurt (2:3-Niederlage) in der 75. Minute als Rechtsaußenstürmer eingewechselt.
Nachdem Nachtigall in der ersten Jahreshälfte 1960 in zwei Nachwuchsländerspiele berufen wurde und im August desselben Jahres einmal in der B-Nationalmannschaft eingewechselt wurde, bestritt er am 11. Dezember 1960 in der Begegnung Marokko – DDR (2:3) in Casablanca sein erstes A-Länderspiel und wurde dort als Rechtsaußen aufgeboten. Da hier jedoch der Jenaer Roland Ducke als Stammspieler gesetzt war, dauerte es bis 1963, ehe sich Nachtigall als Nationalmannschaftsrechtsaußen durchsetzen konnte. Bis 1965 stand Nachtigall insgesamt elfmal im A-Nationalteam. Mit zwei Toren war seine Ausbeute als Stürmer jedoch relativ gering und so wurde er wieder von Roland Ducke verdrängt. 1963 wirkte Nachtigall in den beiden Olympia-Ausscheidungsspielen zwischen der DFV-Olympiaauswahl und der DFB-Amateurnationalelf (3:0, 1:2) mit. Nach dem ersten Spiel in Karl-Marx-Stadt merkte Bundestrainer Sepp Herberger an: „Mit diesem Mann wären alle Rechtsaußen-Probleme auf Jahre hinaus gelöst.“

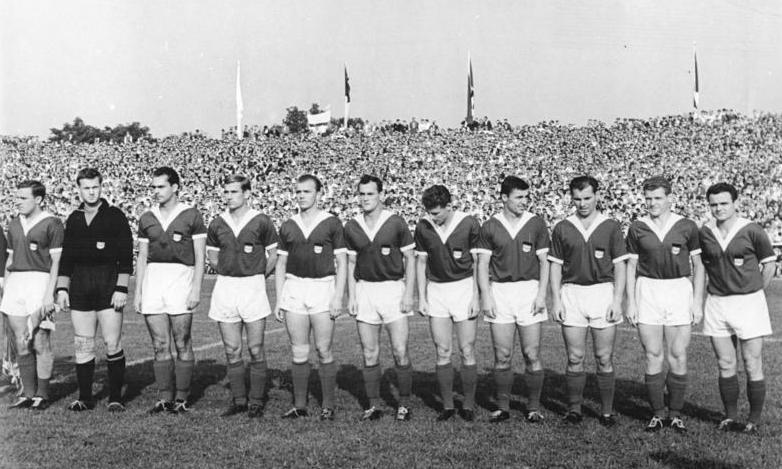
Rainer Nachtigall (4. von rechts) 1963 mit der DDR-Olympiaauswahl

Mit dem ASK Vorwärts, aus dem 1965 der Fußballclub Vorwärts Berlin entstand, verlief indes die Fußballkarriere von Rainer Nachtigall wesentlich erfolgreicher. Schon in seinem zweiten Berliner Jahr wurde er mit seiner Mannschaft DDR-Meister und war mit sieben Treffern drittbester Torschütze des ASK. Die Vorwärtsmannschaft dominierte in den 1960er-Jahren die DDR-Oberliga, und so kam Nachtigall in den Jahren 1962, 1965, 1966 und 1969 zu weiteren vier Meistertiteln. Bei einer von der Zeitung Deutsches Sportecho veranstalteten Trainerumfrage zur Saison 1962/63 ging Nachtigall als bester Rechtsaußenstürmer hervor. In der Saison 1969/70 spielte Nachtigall zum letzten Mal in der DDR-Oberliga. Nach 159 Punktspielen, in denen er 27 Tore erzielte, sowie 15 Europapokalpartien mit zwei Treffern wurde er in den Spielzeiten 1969/70 (acht Partien, ein Tor) und 1970/71 (2 Spiele ohne Treffer) in der in der zweitklassigen DDR-Liga spielenden 2. Mannschaft des FC Vorwärts eingesetzt. Im September 1971 wechselte er zum Berliner Bezirksligisten BSG Rotation, wo er schließlich seine aktive Laufbahn beendete.

## Berufliche Laufbahn
Später erarbeitete sich Nachtigall, der ein Journalistikstudium absolviert hatte, als Fußballredakteur bei den Fachzeitungen fuwo – Die neue Fußballwoche und Deutsches Sportecho einen Namen abseits des Spielfeldes. Nach der Wende ließ er sich in Chemnitz nieder, wo er unter anderem als Redakteur beim Berliner Kurier und bei Bild arbeitete. Im Sportverlag Berlin war Nachtigall vor der Wiedervereinigung (Co-)Autor von Fußballbüchern.

## Schriften (Auswahl)
- Dynamo Dresden. Ein Fußballklub stellt sich vor (mit Andreas Baingo und Herbert Heidrich). Sportverlag Berlin, Berlin 1987.
- Klub der Hunderter. Fußballprominenz im Nationaltrikot (mit Andreas Baingo und Horst Friedemann). Sportverlag Berlin, Berlin 1989.